# Гидрометаллургия
Гидрометаллурги́я — выделение металлов из руд, концентратов и отходов производства с помощью водных растворов определённых веществ (химических реагентов).

## История
Самым древним известным способом гидрометаллургии является выделение меди из руд Рио-Тинто (Испания) в XVI столетии. Позднее были разработаны и воплощены гидрометаллургические способы извлечения платины (1827), никеля (1875), алюминия из бокситов (1892), золота (1889), цинка (1914) и т. д.

## Современное применение
В настоящее время этот способ используется для получения урана, алюминия, золота, цинка и др.
Сегодня около 20 % мирового производства Cu, 50-80 % Zn и Ni, 100 % оксидов Аl и U, металлических Cd, Co и других металлов базируется на гидрометаллургии. Основная операция гидрометаллургии — выщелачивание (например, кучное выщелачивание, подземное выщелачивание).

## Виды гидрометаллургии
Электролиз, ионный обмен, извлечение из растворов, выщелачивание, очистка, биогидрометаллургия (к примеру, железобактериями Acidithiobacillus ferrooxidans).